# Neófito VIII de Constantinopla
Neófito VIII de Constantinopla (em grego: Νεόφυτος Η΄; 1832 – 18 de julho de 1909), nascido Joaquim Papaconstantino (em grego: Πατριάρχης Κωνσταντινουπόλεως; romaniz.: Ioakeím Papakonstantínou) foi patriarca ecumênico de Constantinopla entre 1891 e 1894.

## História
Joaquim nasceu em Proti em 1832. Com seis anos de idade, foi enviado para o Mosteiro de Panagia Eicosifinisis, onde seus parentes eram monges. Em 1851, começou seus estudos na Escola Teológica de Halki, período no qual foi ordenado diácono e assumiu o nome religioso de "Neófito". Concluídos seus estudos, Neófito trabalhou por um tempo como professor e depois como assistente do bispo metropolitano de Nissa e de Stromnitsis. Depois, Neófito seguiu para o Império Alemão, onde aprendeu alemão e teologia em Munique. Depois de seu retorno, serviu como arquidiácono do metropolitano de Amaseia, que o ordenou sacerdote e arquimandrita.
Em 25 de novembro de 1867, foi eleito bispo de Eleuterópolis. Em 19 de janeiro de 1872, foi transferido para a metrópole de Filipópolis. Em 1878, Neófito concorreu ao trono patriarcal com Joaquim III, que acabou eleito. Em 1880, foi transferido para a metrópole de Adrianópolis, onde ficou até 1886, quando renunciou e seguiu para o Mosteiro de Vatopedi em Monte Atos. Em 1887, porém, Neófito foi eleito bispo metropolitano de Pelagônia e, em 1891, de Nicópolis e Preveza.
Depois da morte do patriarca Dionísio V, Neófito foi eleito patriarca em 27 de outubro de 1891, mas não sem controvérsia: na época, duas facções competiam pelo posto, a dos "joaquinos" e dos "anti-joaquinos". Em 2 de novembro do mesmo ano, Neófito foi apresentado ao sultão otomano Abdulamide II e entronizado. Durante seu patriarcado, Neófito VIII teve que enfrentar a chamada "questão das escolas", referente ao reconhecimento das escolas da comunidade grega no Império Otomano, especialmente na questão da introdução do ensino da língua turca no currículo. Foi também nesta época que se determinou que o Patriarcado Ecumênico seria homenageado não apenas no dia do aniversário do sultão, mas também no aniversário de sua ascensão ao trono. Nesta época foi iniciado o cadastramento dos muitos mosteiros do Patriarcado.
Em 25 de outubro de 1894, Neófito VIII foi forçado a renunciar e se retirou para Burgazada (Antígona), onde morreu em 18 de julho de 1909. Seu corpo foi sepultado na Escola Teológica de Halki.